# Team Verys
TEAM VERYS（チームベリーズ）は、日本のオルタナティヴ・ロックバンド。

## メンバー
荻原 剛（おぎはら つよし）　ボーカル・ギター　2月11日生まれ
市川 大輔（いちかわ だいすけ）　ベース・ボーカル　6月17日生まれ
上原 晃（うえはら あきら）　ドラムス・ボーカル　8月28日生まれ

### 元メンバー
岡山 健二（おかやま けんじ）　初代ドラムス　10月2日生まれ

## ディスコグラフィー
Team Verys Demo CD
1. あかいクツ（仮題）
2. しろとクロ
3. 38
4. 風に便り

Team Wonderful
1. B.O.Y.
2. ケモノミチ
3. チェーン
4. ロンリーマン
5. ハイウェイ
6. ヴィンセントのヒマワリ
7. 風に便り
8. 38
9. しろとクロ
10. 旅人の歌
11. 田舎
12. LIFE

Wonder EP
1. Who Are You?
2. Let's Go Party!
3. East!
4. Lonely Boy!?

World in Vain
1. 苛立ツ太陽
2. happyend sadman blues
3. ミタイ ミタイ
4. PLAY #1
5. スーパーノヴァ
6. World in Vain
7. 後手9四歩
8. 追憶ノ街
9. けもの道
10. Who are you
11. ハローグッバイ
12. たった
13. ロンリーウーマン
14. はい、あげる
15. 大吟醸～ヨイノツキ～

You are the PUNK
1. You are the PUNK
2. マルチの女
3. ビスタライト
4. 蝶になって
5. NO RAIN NO RAINBOW

Universal Symphony
1. 夕暮れ
2. キミニトドケ
3. フェルメールの孤独
4. 世界燃エ散ル
5. 月明りのsymphony
6. カナリア
7. ロンリーボーイ2
8. Four Count
9. タクトの矛先
10. Wonderland

Tokyo Searchlight
1. waltz
2. 夏の影
3. 東京searchlight
4. ポツリ
5. パステルの絵画

Live会場限定demo CD #1
銀河の果てまで
Live会場限定demo CD #2
アトム
Live会場限定demo CD #3
HGM
Live会場限定demo CD #4
Blue Blues
Brick Wall
1. 回想の行進曲
2. 月下の歩道にて
3. サイレン
4. ファズ男児
5. シャボンとオレンヂ

GRAND
1. 泣いてしまった
2. 想像次第、ゆれる未来
3. ハリネズミ

## ライブ
Team Verysの行うライブのうち、自主企画によるものを「無声慟哭」と銘打ち実施している。形態はワンマンの他、対バンを迎える場合もある。現在「無声慟哭 第十七部」まで計17回開催されている。
無声慟哭　第一部
2010.10
無声慟哭　第二部
2010.11
無声慟哭　第三部　－独演－
2010.12
無声慟哭　第四部
2012.2
無声慟哭　第五部
2012.6.22　@渋谷 La.mama
同日「Tokyo Searchlight」発売
無声慟哭　第六部
2012.9.13-.14　暴動編 ＆ 革命編　　＠下北沢 Shelter
無声慟哭　第七部　ー独演ー
2012.12.9　＠下北沢 Cave-Be
無声慟哭　第八部
無声慟哭　第九部　－独演－
2013.10.12　＠渋谷 La.mama
3rd Album "Universal Symphony" Tour Final
無声慟哭　第十部
2014.4.27　＠渋谷 La.mama　w/ mimitto, 岡山健二, THE リマインズ　　
Live会場限定 Demo CD #1「銀河の果てまで」配布
※第十部～第十三部までの4回を自主企画かつ隔月４連続開催し、各回で会場限定Demo CDを配布した。
無声慟哭　第十一部
2014.6.21　＠下北沢 Cave-Be　w/ Loostripper, the mantle brothers　　
Live会場限定Demo CD #2「アトム」配布
無声慟哭　第十二部
2014.8.31　＠渋谷 La.mama　w/ HIGHWAY61, イヌガヨ, THE SALA　　
Live会場限定Demo CD #3「HGM」配布
無声慟哭　第十三部
2014.10.24　＠渋谷 La.mama　ワンマン
Live会場限定Demo CD #4「Blue Blues」配布
無声慟哭　第十四部
無声慟哭　第十五部
2016.9.23　　「Brick Wall」レコ発
無声慟哭　第十六部
2016.12.8
無声慟哭　第十七部
2017.9.10　@吉祥寺Warp　w/ classicus　HIGHWAY61
TEAM VERYS 2017.09.10「 無声慟哭　第十七部 」ライブ動画 at 吉祥寺WARP